# Белоусов, Владимир Павлович

Мемориальная доска у входа в «Центр зимних видов спорта» города Всеволожска

Влади́мир Па́влович Белоу́сов (род. 14 июля 1946, деревня Пугарево (ныне микрорайон города Всеволожска), Ленинградская область) — советский прыгун с трамплина, олимпийский чемпион и чемпион мира 1968 года, заслуженный мастер спорта СССР (1968). Единственный олимпийский чемпион в истории советских и российских прыжков с трамплина, один из двух чемпионов мира по прыжкам с трамплина в истории советского/российского спорта (второй — двукратный чемпион мира 1970 года Гарий Напалков). Чемпион СССР 1969 года.

## Ранние годы
В юности занимался на самодельном прыжковом трамплине на окраине Всеволожска; по воспоминаниям Владимира Павловича, «всем записавшимся <в секцию> бесплатно выдавали лыжи: прыжковые и беговые». Первое время тренировался сам. В 1966 году в Горьком выиграл первую попытку на Чемпионате СССР и стал кандидатом в сборную страны.

## Зимние Олимпийские игры 1968 в Гренобле
На зимних Олимпийских играх в Гренобле программа прыжков с трамплина состояла из двух видов: индивидуальных прыжков с обычного и большого трамплинов. В каждом виде программы спортсмены выполняли по два прыжка, из суммы которых и складывался итоговый результат. Соревнования проходили в Отране (фр. Autrans) и Сен-Низье-дю-Мушротт (фр. Saint-Nizier-du-Moucherotte).
11 февраля прошли соревнования по прыжкам с обычного трамплина. Золото выиграл 27-летний Иржи Рашка из Чехословакии, лидировавший после первого прыжка. Серебро и бронзу завоевали австрийцы Райнгольд Бахлер и Бальдур Преймль. Один из фаворитов соревнований норвежец Бьёрн Виркола, дважды подряд (1966/67 и 1967/68) выигрывавший «Турне четырёх трамплинов», стал 4-м, проиграв Преймлю 0,6 балла. Белоусов в первой попытке показал только 20-й результат, однако вторую выполнил блестяще, уступив в ней только Бахлеру, и в итоге сумел подняться на 8-е место. Выше Белоусова в итоговом протоколе оказался его партнёр по команде Анатолий Жегланов, который после первого прыжка даже претендовал на награды, показав 4-й результат, однако во втором Жегланов был 7-м, в итоге заняв 6-е место. Интересно, что золото Иржи Рашки остаётся единственным в прыжках с трамплина в истории Чехословакии/Чехии на Олимпийских играх.
Через 7 дней, 18 февраля, прыгуны соревновались на большом трамплине К90. В первом прыжке 21-летний Белоусов улетел дальше всех — на 101,5 м, опередив на 1,2 балла японца Такаси Фудзисаву и на 1,7 балла Иржи Рашку. Во второй попытке Белоусов также показал лучший результат, улетев на 98,5 м (на такое же расстояние прыгнул немец из ГДР Манфред Квек, но по технике он уступил Белоусову 4,5 балла). Второй результат во второй попытке показал Рашка, с прыжком на 98,0 м он уступил Белоусову лишь 0,2 балла. По сумме двух прыжков Белоусов выиграл у Рашки, ставшего вторым, 1,9 балла. Бронзу выиграл норвежец Ларс Грини, проигравший Белоусову 17 баллов. Кроме титула олимпийского чемпиона Белоусов стал и чемпионом мира, так как до 1984 года Олимпийские игры являлись также и чемпионатами мира по прыжкам с трамплина. Золото Белоусова стало всего лишь одним из двух, выигранных советскими спортсменами в индивидуальных дисциплинах на Играх 1968 года (второе на счету конькобежки Людмилы Титовой на дистанции 500 метров).

## Спортивные достижения
Через месяц после Олимпиады Белоусов победил на Хольменколленских играх, в 1969 году он единственный раз в карьере стал чемпионом СССР, а в 1970 году вновь праздновал успех в Хольменколлене. Белоусов усиленно готовился к Олимпиаде в Саппоро, но ему помешали закулисные интриги спортивных чиновников. 
Выступал за СКА (Ленинград). За время своей спортивной карьеры В. П. Белоусов принял участие в 42 международных стартах. Выиграл 11 из них (более, чем четверть соревнований), один раз был вторым и четыре раза занял третье место.

## После окончания спортивной карьеры
Окончил Военный институт физической культуры (1978). Награждён медалью «За трудовую доблесть» (1969), медалью ордена «За заслуги перед Отечеством» II степени (2007), орденом Дружбы (2011).
Вице-президент общественной организации «Региональная спортивная федерация прыжков на лыжах с трамплина и лыжного двоеборья Санкт-Петербурга». Почётный житель Всеволожского района.
С 67 лет прикован к инвалидной коляске.

## Медаль
Оригинал золотой медали был украден из его квартиры в 1990-х годах.
29 апреля 2015 года, во Всеволожске президент Федерации прыжков на лыжах с трамплина и лыжного двоеборья России Дмитрий Дубровский вручил В. П. Белоусову дубликат золотой медали Олимпийских игр 1968 года в Гренобле.